# Hensleyella ipoa
Hensleyella ipoa är en insektsart som beskrevs av Webb 1983. Hensleyella ipoa ingår i släktet Hensleyella och familjen dvärgstritar. Inga underarter finns listade i Catalogue of Life.